# Ebaeides palliata
Ebaeides palliata är en skalbaggsart som beskrevs av Francis Polkinghorne Pascoe 1864. Ebaeides palliata ingår i släktet Ebaeides och familjen långhorningar.
Artens utbredningsområde är Sulawesi. Inga underarter finns listade i Catalogue of Life.